# ブルー・ティアーズ
ブルー・ティアーズ（Blue Tears）は、アメリカ合衆国テネシー州で結成されたハードロック・バンド。

## 略歴
1983年、リーダーのグレッグ・フルカーソンが17歳の時に数人の幼なじみと共にブルー・ティアーズを結成した。バンドは地元テネシー州ヘンダーソンを中心に小さなギグでカバー曲を演奏することからスタートしたが、すぐにオリジナル曲で最高1000人の聴衆を集める安定したバンドへと成長した。
彼らはフルカーソンの寝室でデモテープをレコーディングし、ラジオ局はたびたび彼らの曲を流した。それらのテープの中の1本が何らかの経路でロサンゼルスに拠点を置くレコード会社に届き、まもなくバンドはMCAレコードと契約を結ぶ事となった。
大々的に宣伝された「Innocent Kiss」などの曲が収められたデビュー・アルバム『ブルー・ティアーズ』が1990年6月にリリースされた。しかし彼らのグラム・メタル・スタイルは衰退しつつあるジャンルであり、オルタナティブ/グランジの波に取り残されていく。
その後、MCAとの若干のトラブルのためにセカンド・アルバムを公表できなくなり、1993年にメンバーは散り散りになり各々の活動を始める。中でもフルカーソンとベーシストのマイケル・スピアーズが共演したストライパーのリーダー、マイケル・スウィートのファースト・ソロ・アルバム『Michael Sweet』(1994年) が最も有名である。
2002年には、フルカーソンとスピアーズは「Attraction 65」という、もう一つのユニットに打ち込んでいた。その時点でブルー・ティアーズに対する、ある種のカルト的な人気再燃が既に始まっていた。アルバムのためにレコーディングされながら、リリースされなかった何作かの曲がインターネットを通じて大量にダウンロードされているという状況があった。フルカーソンは未発表曲を集めたコンピレーション・アルバム『Mad, Bad and Dangerous』(2005年) のリリースを決意した。
その一方でブルー・ティアーズ（オリジナル・メンバーはフルカーソンのみ）は、2006年にアルバム『The Innocent Ones』をリリースして、再び表舞台に登場した。
カントリー歌手ジェシカ・ミラー（Jessica Miller）のMySpaceページにリードシンガー、グレッグ・フルカーソンが2009年4月14日の朝に44歳で他界した旨の投稿があった。死因は明らかにされていない。彼のみが結成以来常にバンドに関わってきた唯一のメンバーだったため、今後バンドがどうなるかは未知数である（2009年4月現在）。

## メンバー

### 最終ラインナップ
- グレッグ・フルカーソン (Gregg Fulkerson) - ボーカル、ギター、キーボード (1982年-1993年、2005年-2009年)
- ブライアン・ウォルスキー (Bryan Wolski) - ベース、バック・ボーカル (2005年-2009年)
- ロバート・ストリーツ (Robert Streets) - ドラム、パーカッション (2006年-2009年)

### 旧メンバー
- マイケル・スピアーズ (Michael "Mike" Spears) - ベース、バック・ボーカル (1982年-1993年)
- ブライアン・ホール (Bryan Hall) - ギター、バック・ボーカル (1982年-1993年)
- チャーリー・ローダーデール (Charlie Lauderdale) - ドラム、パーカッション (1984年-1993年)
- フィル・ジョーンズ (Phil Jones) - ドラム、ボーカル (1982年-1984年)
- ヴィッキー・バックリー (Vicki Buckley) - ボーカル (1982年-1983年)
- パム・グリートン (Pam Gleaton) - ボーカル (1983年-1984年)
- ロジャー・ラポインテ (Roger LaPointe) - ボーカル (1983年-1986年)
- ポール・リーヴス (Paul Reeves) - ドラム、バック・ボーカル (1983年-1984年)
- アーロン・セイン (Aaron Sain) - ギター (1984年)
- ラリー・ギルボウ (Larry Gilbow) - ドラム、パーカッション (1988年-1992年)

## ディスコグラフィ

### スタジオ・アルバム
- 『ブルー・ティアーズ』 - Blue Tears (1990年)
- The Innocent Ones (2006年)

### コンピレーション・アルバム
- Mad, Bad and Dangerous (2005年)
- Dancin' On the Back Streets (2005年)